# گریگور ارمئی
گریگور ارمئی (انگلیسی: Grigore Eremei؛ زادهٔ ۲۲ آوریل ۱۹۳۵) سیاستمدار اهل مولداوی است. وی از ۵ فوریه ۱۹۹۱ تا ۲۳ اوت ۱۹۹۱ دبیر اول حزب کمونیست مولداوی بود.
وی همچنین برندهٔ جوایزی همچون نشان انقلاب اکتبر و نشان پرچم سرخ کار شده‌است.